# Jimmy Ellis
James Albert „Jimmy” Ellis (ur. 24 lutego 1940 w Louisville, stan Kentucky, zm. 6 maja 2014 tamże) – amerykański bokser, były zawodowy mistrz świata wagi ciężkiej.
Jako amator wygrał 59 spośród 66 walk. Dwukrotnie zmierzył się z Muhammadem Alim (który nosił wówczas nazwisko Cassius Clay), raz wygrywając i raz przegrywając.
Rozpoczął zawodową karierę bokserską w 1961, walcząc w wadze średniej. W 1964 zmierzył się m.in. z Rubinem „Hurricane” Carterem i Donem Fullmerem, obie walki przegrywając. W 1965 został sparringpartnerem Muhammada Alego, z którym stoczył kilka walk pokazowych. Od 1966 występował w kategorii ciężkiej.
W 1967 Muhammad Ali został pozbawiony tytułu mistrza świata wagi ciężkiej za odmowę służby wojskowej. World Boxing Association zorganizowała wówczas turniej z udziałem ośmiu czołowych pięściarzy tej kategorii, do którego zaprosiła Ellisa. Joe Frazier, który był uważany za głównego kandydata do tytułu mistrzowskiego, zdecydował się nie brać udziału w turnieju. 5 sierpnia 1967 w Houston Ellis zwyciężył przez techniczny nokaut Leotisa Martina, a 2 grudnia tego roku w Louisville Oscara Bonavenę na punkty po 15 rundach. To zwycięstwo otworzyło Ellisowi drogę do finału, w którym zmierzył się 27 kwietnia 1968 w Oakland z Jerrym Quarry. Ellis zwyciężył po 15 rundach na punkty i został tym samym mistrzem świata wagi ciężkiej organizacji WBA.
14 września 1968 w Sztokholmie Ellis pokonał w obronie tytułu Floyda Pattersona na punkty. 16 lutego 1970 w Madison Square Garden w Nowym Jorku stoczył walkę z Joe Frazierem o tytuł uniwersalnego mistrza wagi ciężkiej, która zakończyła się zwycięstwem Fraziera przez techniczny nokaut w 5. rundzie. Była to pierwsza porażka Ellisa przed czasem.
W 1971 Ellis pokonał m.in. George’a Chuvalo i przegrał przez techniczny nokaut w 12 rundzie z Muhammadem Alim. Po wygraniu kolejnych ośmiu walk został znokautowany w 1. rundzie przez Earniego Shaversa 18 czerwca 1973 w Madison Square Garden w Nowym Jorku. W 1974 Ellisa pokonali Ron Lyle i Joe Bugner, a w 1975 ponownie Joe Frazier. Ellis zakończył karierę po wygranej z czerwcu 1975 z Carlem Bakerem przez nokaut w 1. rundzie.
Trenerem Jimmy'ego Ellisa był Angelo Dundee.
Ellis cierpiał na encefalopatię bokserską. Miał sześcioro dzieci z żoną Mary Ettą.